# Гигантский войд
Гигантский Войд (также известный как Гигантский Войд в NGH, Супервойд Гончих Псов и AR-Lp 36) — чрезвычайно большая область пространства с очень низкой плотностью галактик в созвездии Гончих Псов. Это второй по величине подтвержденный войд на сегодняшний день с диаметром 300—400 Мпк (от 1 до 1,3 миллиарда световых лет) и находящийся на расстоянии приблизительно 1,5 миллиарда световых лет от Земли (z = 0,116). Он был открыт в 1988 году и был самым большим войдом в Северном галактическом полушарии и, возможно, вторым по величине когда-либо обнаруженным. Только Войд КВС превосходит его размерами, достигая в длину 2 миллиардов световых лет. Несмотря на огромные размеры войда, внутри него находятся 17 скоплений галактик, сосредоточенных в области сферической формы диаметром 50 Мпк. Исследования движения галактических скоплений показывают, что они не взаимодействуют друг с другом, то есть плотность кластеров очень низкая, что приводит к слабому гравитационному взаимодействию. Расположение войда на небе близко к Войду Волопаса.